# La Torre de Cabdella
La Torre de Cabdella est une commune pyrénéenne au nord de la comarque du Pallars Jussà dans la province de Lérida en Catalogne (Espagne).

## Géographie
La commune fait partie de la zone périphérique du parc national d'Aigüestortes et lac Saint-Maurice.
Le téléphérique de l'Estany Gento inauguré en 1982 se trouve sur la commune.

## Personnalités liées à la commune
- Conchita Ramos (1925-2019), héroïne de la Seconde Guerre mondiale, est née dans la commune[1].